# Feryak
Feryak (persiska: فِريَك) är en ort i Iran.   Den ligger i provinsen Chahar Mahal och Bakhtiari, i den centrala delen av landet, 400 km söder om huvudstaden Teheran. Feryak ligger 1 563 meter över havet och antalet invånare är 276.
Terrängen runt Feryak är varierad. Feryak ligger nere i en dal. Runt Feryak är det ganska glesbefolkat, med 42 invånare per kvadratkilometer. Närmaste större samhälle är Arteh, 1,5 km nordväst om Feryak. Omgivningarna runt Feryak är i huvudsak ett öppet busklandskap.